# ガフサ県
ガフサ県（ガフサけん、アラビア語: ولاية قفصة、英語: Gafsa Governorate） は、チュニジアの県である。チュニジアの中央部に位置する。人口は324,000人（2004年）、面積は8,990km2。県都はガフサである。